# Спрінг-Маунт (Пенсільванія)
Спрінг-Маунт (англ. Spring Mount) — переписна місцевість (CDP) в США, в окрузі Монтгомері штату Пенсільванія. Населення — 2338 осіб (2020).

## Географія
Спрінг-Маунт розташований за координатами 40°16′28″ пн. ш. 75°28′9″ зх. д. / 40.27444° пн. ш. 75.46917° зх. д. (40.274371, -75.469130).  За даними Бюро перепису населення США в 2010 році переписна місцевість мала площу 1,75 км², з яких 1,73 км² — суходіл та 0,02 км² — водойми.

## Демографія
Згідно з переписом 2010 року, у переписній місцевості мешкало 2259 осіб у 887 домогосподарствах у складі 636 родин. Густота населення становила 1291 особа/км².  Було 913 помешкання (522/км²).
Расовий склад населення:
| - 93,0 % — білих - 3,1 % — чорних або афроамериканців - 1,2 % — азіатів - 0,4 % — корінних американців |

До двох чи більше рас належало 1,4 %. Частка іспаномовних становила 3,2 % від усіх жителів.
За віковим діапазоном населення розподілялося таким чином: 25,2 % — особи молодші 18 років, 66,7 % — особи у віці 18—64 років, 8,1 % — особи у віці 65 років та старші. Медіана віку мешканця становила 35,3 року. На 100 осіб жіночої статі у переписній місцевості припадало 91,8 чоловіків;  на 100 жінок у віці від 18 років та старших — 87,7 чоловіків також старших 18 років.
Середній дохід на одне домашнє господарство  становив 84 845 доларів США (медіана — 78 824), а середній дохід на одну сім'ю — 93 376 доларів (медіана — 83 088). Медіана доходів становила 53 681 долар для чоловіків та 60 634 долари для жінок. За межею бідності перебувало 2,3 % осіб, у тому числі 4,1 % дітей у віці до 18 років та 0,0 % осіб у віці 65 років та старших.
Цивільне працевлаштоване населення становило 1407 осіб. Основні галузі зайнятості: освіта, охорона здоров'я та соціальна допомога — 28,1 %, фінанси, страхування та нерухомість — 10,4 %, роздрібна торгівля — 9,7 %, науковці, спеціалісти, менеджери — 9,7 %.